# FK Orenburg
Futbołnyj Klub Orenburg (ros. Футбольный клуб «Оренбург») – rosyjski klub piłkarski z miasta Orenburg.

## Historia
Chronologia nazw:
- 1960—1975: Lokomotiw Orenburg (ros. «Локомотив» Оренбург)
- 1976—2016: Gazowik Orenburg (ros.«Газовик» Оренбург)
- 2016—...: FK Orenburg (ros.ФК «Оренбург»)

Oficjalną datą założenia klubu jest rok 1976, kiedy została zorganizowana piłkarska drużyna Gazowik. Drużyna ta została założona na bazie klubu Lokomotiw Orenburg i zajęła jego miejsce w Drugiej Lidze Mistrzostw ZSRR.
W 1960 Łokomotiw debiutował w Klasie B, grupie 1 Mistrzostw ZSRR, w której występował trzy sezony. Po reorganizacji systemu lig ZSRR w 1963 klub znalazł się w Drugiej Lidze, w której występował do 1982, z wyjątkiem roku 1970, kiedy to występował przez sezon w niższej lidze.
W sezonie 1982 klub zajął czternaste miejsce i spadł do rozgrywek amatorskich.
Dopiero w 1990 powrócił do Mistrzostw ZSRR i do 1991 występował w Drugiej Niższej Lidze.
W Mistrzostwach Rosji klub startował w Drugiej Lidze, w której występował dwa sezony, a od 1994 występował w Trzeciej Lidze.
Od 1998 klub ponownie występował w Drugiej Dywizji, grupie Uralsko-Nadwołżańskiej, a w sezonie 2015/2016 klub, po raz pierwszy w swojej historii, awansował do najwyższej klasy rozgrywkowej.
25 maja 2016 zmienił nazwę na FK Orenburg. W sezonie 2016/2017 zajął trzynaste miejsce w rosyjskiej ekstraklasie i spadł po barażach z SKA-Chabarowsk. Sezon 2017/2018 w Pierwszej dywizji klub zakończył na pierwszym miejscu i ponownie awansował, po roku nieobecności, do Premjer-Ligi.
W sezonie 2019/2020 zajął ostatnie, szesnaste, miejsce w lidze i spadł do Pierwszej Dywizji.

## Sukcesy
| \| \| Zdobyte trofea w rozgrywkach Rosji (stan na: maj 2018 r.) \| |                                                           |      |            |
| Rozgrywki                                                          | Osiągnięcie                                               | Razy | Sezon(y)   |
| · Mistrzostwo                                                      | I miejsce                                                 | -    |            |
| · Mistrzostwo                                                      | II miejsce                                                | -    |            |
| · Mistrzostwo                                                      | III miejsce                                               | -    |            |
| · Puchar                                                           | zdobywca                                                  | -    |            |
| · Puchar                                                           | finalista                                                 | -    |            |
| · Puchar                                                           | półfinalista                                              | 1    | 2015       |
| II liga                                                            | I miejsce                                                 | 2    | 2016, 2018 |
| II liga                                                            | II miejsce                                                | -    |            |
| II liga                                                            | III miejsce                                               | -    |            |
| Rosja                                                              | Zdobyte trofea w rozgrywkach Rosji (stan na: maj 2018 r.) |      |            |

## Zawodnicy

### Reprezentanci kraju w klubie
Na poniższej liście znajdują się gracze, który mieli za sobą występy w pierwszej reprezentacji swojego państwa, w momencie podpisania kontraktu z klubem lub w trakcie gry dla klubu. Piłkarze, których nazwisko jest wytłuszczone, reprezentowali swoje kraje podczas gry w FK Orenburg.
 Białoruś
- Wital Bułyha
- Andrej Kłimowicz
- Pawieł Niachajczyk
- Michaił Siwakou

 Ghana
- Joel Fameyeh

 Litwa
- Mantas Savėnas

 Łotwa
- Artūrs Zjuzins

 Kazachstan
- Iwan Popow

 Kirgistan
- Nazim Ajiev
- Igor Siergiejew

 Mołdawia
- Serghei Pașcenco

 Rosja
- Dmitrij Jefriemow
- Roman Worobjow

 Słowenia
- Denis Popović

 Tadżykistan
- Farhod Wosiew

 Uzbekistan
- Vadim Afonin
- Sanjar Tursunov
- Ruslan Uzakov